# Aleksej Razoemovski
Aleksej Grigorjevitsj Razoemovski, geboren als: Oleksi Rozoem, Russisch: Алексей Григорьевич Разумовский; Oekraïens: Олексій Григорович Розумовський, Oleksii Hryhorovytsj Rozoemovsky (boerderij Lemesji bij Tsjernihiv, 28 maart 1709 — Sint-Petersburg, 18 juli 1771) was een Oekraïense Kozak en die later de geheime aanbidder werd van keizerin Elisabeth van Rusland. 

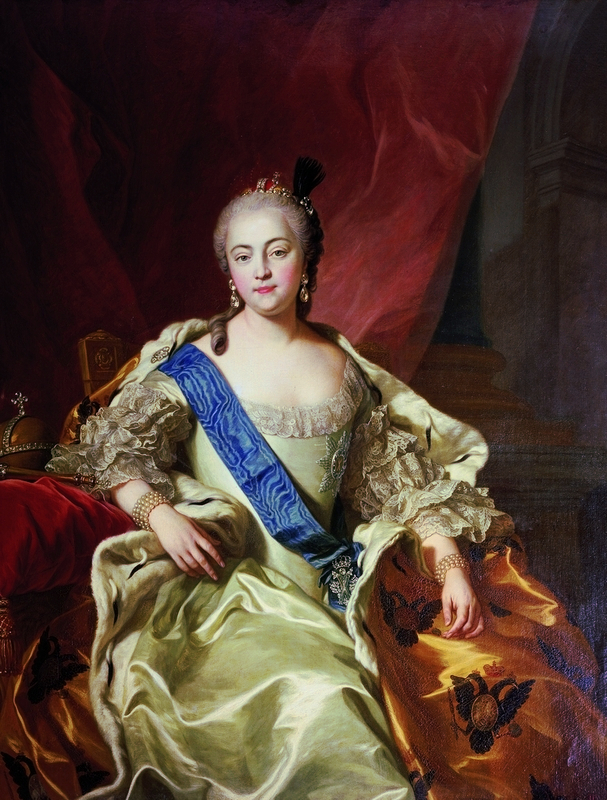
Aleksejs vrouw, Elisabeth, tsarina van Rusland. Geschilderd door Charles André van Loo.

## Leven
Graaf Aleksej was zanger in het koor van de hofkapel in Sint-Petersburg. Daardoor leerde hij Elisabeth goed kennen. Aleksej speelde een belangrijke rol in de Paleisrevolutie van 1741; dankzij die revolutie kwam Elisabeth aan de macht. Aleksej werd toen verheven tot generaal-luitenant. Op de dag van de kroning op 6 mei 1742 werd hij hofmaarschalk. Hij kreeg ook nog andere onderscheidingen (waaronder de Orde van Sint-Andreas de Eerstgeroepene en de Alexander Nevski-orde) en daarnaast kreeg hij verschillende grondgebieden rond Moskou en in andere delen van Rusland.
In de herfst van 1742 traden Aleksej en Elisabeth in het geheim in het huwelijk, in de kerk van Perovo (tegenwoordig een deel van Moskou). Twee jaar later, in 1744, kreeg hij van keizer Karel VII Albrecht de titel van rijksgraaf (Russisch: рейхграф) en hij kreeg de titel graaf in Rusland van Elisabeth. In 1745 werd Aleksej kapitein-luitenant van de keizerlijke wacht en in 1748 werd hij luitenant-kolonel van diezelfde wacht. Op 16 september 1756 kreeg hij de rang van veldmaarschalk.
Tijdens de regering van Elisabeth hield hij een speciale positie aan het hof, maar in de latere jaren moest hij die positie wel delen met Ivan Sjoevalov. In 1744 bracht de keizerin zelfs een bezoek aan zijn geboortedorp, en aan zijn familie. Aleksej was totaal niet geïnteresseerd in de politiek, maar hij steunde wel minister Aleksej Petrovitsj Bestoezjev-Rjoemin. Op zijn advies werd de titel van hetman in Oekraïne opnieuw ingevoerd en werd zijn jongere broertje, Kirill Razoemovski, hetman van Russische Academie van Wetenschappen.
Kort voor haar dood zorgde Elisabeth ervoor dat haar opvolger, Peter III, al haar favorieten in leven hield. Toen Catharina II in 1762 keizerin werd, werd hem de titel hoogheid aangeboden, maar deze weigerde hij. Op verzoek van de keizerin werden alle documenten waarin werd gesproken over een geheim huwelijk van keizerin Elisabeth en Aleksej verbrand of vernietigd.
Zelf stierf Aleksej op 18 juli 1771 en werd begraven in de Verkondigingskerk van het Alexander Nevski-klooster.